# Ministerrat der DDR (1981–1986)
Der Ministerrat amtierte vom 26. Juni 1981 bis zum 17. Juni 1986.
| Amt                                                         | Name | Partei                        |
| ----------------------------------------------------------- | --- | ----------------------------- |
| Ministerratsvorsitzender                                    | Willi Stoph | SED                           |
| Erster Stellvertreter des Ministerratsvorsitzenden          | Werner Krolikowski Alfred Neumann | SED                           |
| Stellvertreter des Ministerratsvorsitzenden                 | Manfred Flegel Wolfgang Rauchfuß Gerhard Schürer Rudolph Schulze Hans Reichelt Gerhard Weiss bis 7. Januar 1986 Horst Sölle ab 8. Mai 1986 Herbert Weiz Hans-Joachim Heusinger Günther Kleiber | NDPD SED CDU DBD SED LDPD SED |
| Minister für Auswärtige Angelegenheiten                     | Oskar Fischer | SED                           |
| Minister des Inneren                                        | Friedrich Dickel | SED                           |
| Minister der Verteidigung                                   | Heinz Hoffmann († 2. Dezember 1985) Heinz Keßler ab 3. Dezember 1985 | SED                           |
| Minister der Finanzen                                       | Ernst Höfner | SED                           |
| Präsident der Staatsbank                                    | Horst Kaminsky | SED                           |
| Ministerin für Volksbildung                                 | Margot Honecker | SED                           |
| Minister für Kultur                                         | Hans-Joachim Hoffmann | SED                           |
| Vorsitzender der Plankommission                             | Gerhard Schürer | SED                           |
| Stellvertretender Vorsitzender der Plankommission           | Wolfgang Greß | SED                           |
| Staatssekretär der Plankommission                           | Heinz Klopfer | SED                           |
| Minister für Kohle und Energie                              | Wolfgang Mitzinger | SED                           |
| Minister für Materialwirtschaft                             | Wolfgang Rauchfuß | SED                           |
| Minister für Erzbergbau und Metallurgie                     | Kurt Singhuber | SED                           |
| Minister für Chemische Industrie                            | Günther Wyschofsky | SED                           |
| Minister für Elektrotechnik und Elektronik                  | Otfried Steger bis 30. September 1982 Felix Meier | SED                           |
| Minister für allgemeinen Maschinenbau                       | Günther Kleiber bis 12. März 1986 Gerhard Tautenhahn | SED                           |
| Minister für Schwermaschinen- und Anlagenbau                | Rolf Kersten | SED                           |
| Minister für Verarbeitungsmaschnen- und Fahrzeugbau         | Rudi Georgi | SED                           |
| Minister für Glas- und Keramikindustrie                     | Werner Greiner-Petter bis 8. Dezember 1983 Karl Grünheid | SED                           |
| Minister für Leichtindustrie                                | Werner Buschmann | SED                           |
| Minister für Bezirksgeleitete und Lebensmittelindustrie     | Udo-Dieter Wange | SED                           |
| Minister für Wissenschaft und Technik                       | Herbert Weiz | SED                           |
| Minister für Handel und Versorgung                          | Gerhard Briksa | SED                           |
| Minister für Bauwesen                                       | Wolfgang Junker | SED                           |
| Minister für Außenhandel                                    | Horst Sölle bis 8. Mai 1986 Gerhard Beil | SED                           |
| Vorsitzender des Komitees für Arbeiter- u. Bauerninspektion | Albert Stief | SED                           |
| Vorsitzender des Staatlichen Vertragsgerichts               | Manfred Flegel | NDPD                          |
| Minister für Gesundheit                                     | Ludwig Mecklinger | SED                           |
| Minister für Justiz                                         | Hans-Joachim Heusinger | LDPD                          |
| Minister für Geologie                                       | Manfred Bochmann | SED                           |
| Minister für Post und Fernmeldewesen                        | Rudolph Schulze | CDU                           |
| Minister für Verkehr                                        | Otto Arndt | SED                           |
| Minister für Umweltschutz und Wasserwirtschaft              | Hans Reichelt | DBD                           |
| Minister für Land-, Forst- und Nahrungswirtschaft           | Heinz Kuhrig bis 3. Dezember 1982 Bruno Lietz | SED                           |
| Minister für Staatssicherheit                               | Erich Mielke | SED                           |
| Staatssekretär für Arbeit und Löhne                         | Wolfgang Beyreuther | SED                           |
| Staatssekretär für Kirchenfragen                            | Klaus Gysi | SED                           |
| Leiter des Amtes für Hoch- und Fachschulwesen               | Hans-Joachim Böhme | SED                           |
| Leiter des Amtes für Preise                                 | Walter Halbritter | SED                           |
| Leiter des Amtes für Jugendfragen                           | Hans Sattler | SED                           |
| Oberbürgermeister der Stadt (Ost-)Berlin                    | Erhard Krack | SED                           |